# Heinrich Ehlers (Politiker, 1873)
Johann Heinrich Ehlers (* 3. Januar 1873 in Frankfurt am Main; † 22. November 1942 ebenda) war ein deutscher Volkswirt, Politiker (DDP) sowie Mitglied der verfassunggebenden preußischen Landesversammlung.

## Leben
Heinrich Ehlers wurde als Sohn des Schreiners Johann Heinrich Ernst Ehlers (1842–1904) und dessen Ehefrau Helene Eichhorn (1842–1927) geboren.
Nach dem Besuch der Realschule absolvierte er eine kaufmännische Ausbildung und erweiterte durch wirtschafts- und sozialpolitische Studien sowie Sprachkurse in Französisch, Englisch und Italienisch sein Wissen und seine Fähigkeiten. So wurde er Volkswirt.
Für Fachzeitschriften war er als Berichterstatter tätig und hielt Vorträge, die sich mit volkswirtschaftlichen Themen befassten.
Als Kaufmann war er Geschäftsführer des Frankfurter Fruchtmarktes und Syndikus an der Frankfurter Börse.
Ehlers engagierte sich politisch, wurde Mitglied der Deutschen Demokratischen Partei (DDP) und war von 1913 bis 1919 Mitglied der Frankfurter Stadtverordnetenversammlung.
1919 erhielt er  zusammen mit weiteren 22 Bewerbern aus dem Wahlkreis 19 Hessen-Nassau ein Mandat für die verfassungsgebende Preußische Landesversammlung. Dieses Amt hatte er bis 1921 inne.
Von 1925 bis 1930 war er Mitglied des Parteiausschusses der DDP.

### Öffentliche Ämter
- Vorsitzender des Deutschen Verbandes kaufmännischer Vereine in Frankfurt/Main
- Mitglied der IHK Frankfurt (Abteilung Getreide)